# Theodor von Bethmann-Hollweg
Theodor Johann Philipp Karl von Bethmann-Hollweg (* 29. Dezember 1821 in Berlin; † 7. Juni 1886 auf Burg Rheineck) war ein preußisch-deutscher Rittergutsbesitzer und Politiker der Altliberalen, nach 1871 der Liberalen Reichspartei und schließlich der Deutschen Reichspartei. Er war 1859–1861 sowie 1866–1870 Mitglied des Preußischen Abgeordnetenhauses und 1867–1871, 1874–1877 sowie 1878–1881 Reichstagsabgeordneter. Von 1872 bis zu seinem Tod gehörte er dem Preußischen Herrenhaus an.

## Familie
Theodor von Bethmann-Hollweg war Spross der Frankfurter Bankiersfamilie Bethmann. Sein Großvater war der Bankier Johann Jakob Bethmann-Hollweg, sein Vater der spätere preußische Kultusminister Moritz August von Bethmann-Hollweg. Sein jüngerer Bruder Felix war wie Theodor Reichstagsabgeordneter und Mitglied des Preußischen Herrenhaus. Der spätere Reichskanzler Theobald von Bethmann Hollweg war sein Neffe.
Theodor von Bethmann-Hollweg heiratete am 28. Juli 1870 Freda Anna Karoline von Arnim (1842–1916), Tochter des preußischen Innenministers Adolf Heinrich von Arnim-Boitzenburg. Zu seinen Nachfahren zählt der deutsche Eishockey-Nationalspieler Joachim Albrecht von Bethmann-Hollweg (1911–2001).

## Leben
Bethmann Hollweg studierte in Bonn, Berlin und Halle Rechtswissenschaften. Von 1844 bis 1848 war er Auskulator und Referendar bei Gericht und Regierung in Merseburg, von 1849 bis 1852 als Diplomat in Brüssel und London beschäftigt. Zugleich war er Rittergutsbesitzer auf Runowo bei Vandsburg im Kreis Wirsitz (Provinz Posen).
Zwischen 1853 und 1856 war er als Vertreter der Ritterschaft des Kreises Wirsitz Mitglied des Provinziallandtags von Posen, von 1859 bis 1861 und 1866 bis 1870 Mitglied des Preußischen Abgeordnetenhauses für Bromberg-Wirsitz. Während des Kriegs 1870–1871 war er Kaiserlicher deutscher Präfekt des französischen Département Meuse (Lothringen). 1873 wurde er in das Preußische Herrenhaus berufen. Er war Mitglied des konstituierenden und des ordentlichen Norddeutschen Reichstags von 1867 bis 1871 für das Altliberale Zentrum und den Wahlkreis Samter – Birnbaum. Mitglied des Deutschen Reichstags war er von 1874 bis 1877 (fraktionslos) und von 1878 bis 1881 für die Deutsche Reichspartei und den Wahlkreis Bromberg 2 (Wirsitz – Schubin).

### Genealogie
- Gothaisches Genealogisches Taschenbuch der Adeligen Häuser 1939, B (Briefadel), Jg. 31. Zugleich Adelsmatrikel der Deutschen Adelsgenossenschaft, Justus Perthes, Gotha 1938.
- Hans Friedrich von Ehrenkrook, Friedrich Wilhelm Euler, Jürgen von Flotow: Genealogisches Handbuch der Adeligen Häuser, B (Briefadel), Band IV, Band 20 der Gesamtreihe  GHdA, C. A. Starke, Limburg an der Lahn 1959, S. 36–40. ISSN 0435-2408.